# Воронка (приток Упы)
Воро́нка (устар. Воро́нья) — река в Тульской области России, левый приток Упы. Длина реки составляет 25 км. Крупнейшие притоки — Кочак, Сухая Воронка, Китаевка, Михалковка. Площадь водосборного бассейна — 150 км².

## География

Указатель на реку Воронку и Калинов Луг в Ясной Поляне

Воронка начинается к юго-западу от микрорайона Косая Гора (южная часть Тулы) и к западу от Ясной Поляны. Затем течёт на восток, протекает рядом с Калиновым Лугом в Ясной Поляне, потом на север, разделяя Косую Гору и микрорайон Скуратовский, затем мимо Косогорского металлургического завода, далее через районы Тулы — Зеленстрой и Мясново. В Мясново впадает в Упу. Перед впадением в Упу пересекает один из двух проспектов Тулы — Красноармейский.
Близ места пересечения реки автодорогой Тула—Щёкино находится популярное пляжное место отдыха горожан.

## Исторические сведения
Несколько веков ранее Воронка называлась Вороньей.
Битва на реке Вороньей 12 июня 1607 года стала одним из крупных сражений восстания под предводительством Болотникова. В битве повстанцы потерпели поражение и были откинуты к Туле.
На правом берегу Воронки расположена усадьба Ясная Поляна, где жил и работал Лев Николаевич Толстой (1828—1910).